# Серж Лютанс
Серж Лютанс (фр. Serge Lutens; нар. 14 березня 1942, Лілль) — французький фотограф, кінематографіст, модельєр і парфумер. Найбільш відомий як творець однойменного парфумерного бренду та як автор рекламної кампанії японської косметичної фірми Shiseido у 80-х роках XX століття.

## Ранні роки
Серж Лютанс народився під час Другої світової війни, у 1942 році, у французькому місті Лілль. Він народився поза шлюбом і після народження кілька років жив у прийомній сім'ї, оселившись з батьками тільки після їхнього весілля. У віці 14 років на вимогу батька Лютанс покинув школу та почав працювати помічником у перукарському салоні Chez Besson у Ліллі. Тоді ж він уперше захопився фотографією, експериментував із постановочними фото під час знімання. Ці світлини, зроблені для себе, стали його першим кроком до професійної фотографії.
У віці 18 років Сержа Лютанса призвали до французької армії у зв'язку з війною в Алжирі, намагався ухилитися від відряджання в діючі війська. За його власним зізнанням, спочатку він намагався симулювати дисфорію, а потім по-справжньому впав у депресію та провів під медичним наглядом кілька місяців.

## Фотограф і стиліст
З 1962 року він перебрався з Лілля в Париж і став співпрацювати як фотограф, дизайнер зачісок і макіяжу з паризькою редакцією журналу «Вог». Його роботи мали успіх і, крім «Вог», у 1960-х роках він працював у «Елль», «Jardin des modes», «Гарперс базар». У 1967 році фірма Christian Dior замовила Лютансу розробку кольорів, стилю та візуальних образів для запуску лінії косметики Dior. На початку 1970-х років головний редактор американського «Вог» Діана Вріланд назвала роботу Лютанса для лінії Dior революцією в макіяжі.
У 1973 році нью-йоркський музей Гуггенхайма присвятив творчості Лютанса окрему експозицію.
У 1970-х роках Лютанс багато подорожував і оформив свої візуальні враження у два короткометражні фільми: «Les Stars», знятий у 1974 році, та «Suaire» 1976 року. Обиді стрічки демонструвалися на Каннському кінофестивалі.
У 1980 році Лютанс уклав контракт з японською косметичною компанією Shiseido та розробив візуальний стиль, що став візитною карткою Shiseido на багато років. Преса відзначала значний вплив російського конструктивізму на візуальні образи, створені Лютансом. Рекламна кампанія з використанням цих образів була настільки яскравою, що за кілька років Shiseido перетворилася з локальної азійської торгової марки на світову. Співпраця Лютанса з Shiseido з того часу стала постійною.

## Автор ароматів
Свій перший аромат Nom Noir Лютанс створив для Shiseido у 1982 році, проте по-справжньому він захопився створенням запахів на початку 1990-х років. Спочатку він працював над ароматами для бренду Shiseido, а пізніше, у 2000 році, заснував торгову марку «Parfums-Beauté Serge Lutens» для ароматів своєї розробки. Нині Лютанс переважно працює над запахами, розвиває колекцію власної торгової марки. Випущений на початку 2015 року букет La Religieuse (Монахиня) став 70-м за рахунком ароматом його авторства.
Для презентації деяких нових ароматів Лютанс знімав невеликі трихвилинні ролики, де читав закадровий текст або сам з'являвся у кадрі.
У березні 2015 року Лютанс продав права на торгову марку Parfums-Beauté Serge Lutens фірмі Shiseido, зберігши за собою місце артдиректора марки.
У червні 2015 року він приїжджав до Москви на відкриття фірмового магазину Serge Lutens, який став другим у світі після паризького. В оформленні московського магазину використані мотиви живопису російського авангарду: конструктивізму та супрематизму, дизайн інтер'єру розроблений за особистої участі Сержа Лютанса.

## Сім'я й особисте життя
У 1974 році Лютанс придбав зруйнований будинок в історичному центрі Марракеша та почав ремонтувати його, маючи намір там оселитися. Відновлення зайняло понад тридцять років, зараз Лютанс живе та працює в цьому будинку.
У Лютанса є син, який живе у США.

## Нагороди
У 2000—2004 роках Сержа Лютанса кілька разів нагороджувалися премією Fifi за оригінальний концепт.
У липні 2006 року Серж Лютанс став командором ордена Мистецтв і літератури Франції.

## Книги
- L'Esprit Serge Lutens: The Spirit of Beauty (Editions Assouline, Париж, 1992) (ISBN 2-908228-05-X)
- Serge Lutens (Editions Assouline, Париж, 1998) (ISBN 2-84323-066-7)
- Berlin à Paris (Editions Electa Milan, 2012)
- Serge Lutens Moscou (Les salons du Palais Royal Shiseido S.A, Японія, 2015)